# 記録なき青春
『記録なき青春』（きろくなきせいしゅん）は、1967年に日本原水爆被害者団体協議会が製作した、阿部孝男監督による広島を舞台に原爆を扱った文化映画で、主演は田村正和。第1回アジア・アフリカ映画祭出品作品。被爆二世たちの姿から、平和とは何かを問う作品である。

## 出演者
- 多川鉄也：田村正和
- 藤井利里：真理アンヌ
- 永井由美：弓恵子
- 金山玉子 : 野村昭子
- 多川義人 : 永井智雄
- 花井進一 : 花形誠
- 樋口千吉 : 加藤嘉
- 牧真介
- 花形誠
- 岩崎徹
- 谷信子
- 脇田義信
- 斉藤郁子
- 白石加代子
- 新海礼子

## スタッフ
- 監督： 阿部孝男
- 製作 : 樋口信、花形利和
- 脚本 : 今子正義
- 撮影：鈴木史郎
- 音楽：伊福部昭
- 録音 : 神津原巌
- 記録 : 志村佳子
- 編集 : 竹村峻司、村松建